# Tierra de Barros
No confundir con la Mancomunidad Integral Tierra de Barros-Río Matachel
No confundir con la Mancomunidad Integral Tierra de Barros
Tierra de Barros es una comarca extremeña situada en la parte central de la provincia de Badajoz (España), entre las Vegas del Guadiana y las estribaciones montañosas de Sierra Morena. Recibe su nombre de las especiales características de su tierra arcillosa y rojiza que, transformada en barro y moldeada por las manos de sus artesanos, constituye el medio de vida y costumbre de sus pueblos. Su capital, como centro administrativo, es Almendralejo.
De gran pujanza económica, la producción agrícola de secano, en especial de viñas y olivos es la principal fuente de ingresos aunque en las últimas décadas una floreciente industria de transformación ha hecho su aparición en toda la comarca. A partir de 2008 se consideró instalar en el sur de la comarca una refinería de petróleos, lo que levantó una fuerte polémica entre defensores que esperaban puestos de trabajo y detractores que temían contaminación y desprestigio de la comarca: finalmente en el año 2016 la Junta de Extremadura denegó la autorización para construirla.

## Municipios
Son más de 74.000 habitantes repartidos en 15 municipios y tres entidades menores:
| Municipio                 | Población | Superficie | Densidad |
| ------------------------- | --------- | ---------- | -------- |
| Aceuchal                  | 5.657     | 63,1       | 89,65    |
| Almendralejo              | 35.101    | 164,5      | 201,68   |
| Corte de Peleas           | 1.262     | 42,3       | 29,83    |
| Entrín Bajo               | 708       | 9,7        | 63,51    |
| Hinojosa del Valle        | 563       | 46         | 12,24    |
| Hornachos                 | 3.867     | 295,9      | 13,07    |
| Palomas                   | 691       | 40,5       | 17,06    |
| Puebla de la Reina        | 864       | 131,7      | 6,56     |
| Puebla del Prior          | 543       | 35,9       | 15,13    |
| Ribera del Fresno         | 3.432     | 185,6      | 18,49    |
| Santa Marta               | 4.287     | 119,7      | 35,81    |
| Solana de los Barros      | 2.814     | 65         | 43,29    |
| Torremejía                | 2.223     | 24,3       | 91,48    |
| Villafranca de los Barros | 13.201    | 104,4      | 126,45   |
| Villalba de los Barros    | 1.675     | 90,8       | 18,45    |

## Evolución institucional
En la puesta en marcha de las mancomunidaes integrales en Extramadura, se constituyó la mancomunicada Tierras de Barros-Río Matachel, que posteriormente se dividió en dos: por un lado, la Tierra de Barros, constituida el 28 de diciembre de 2006, con once municipios y capital en Almendralejo; por el otro, la Tierra de Barros-Río Matachel, con capital en Villafranca de los Barros y seis municipios.
La Mancomunidad de Tierra de Barros,  atravesó por disstintos problemas administrativos y económicos; en 2012 Almedralejo abandonó la mancomunidad, y en 2014 la mancomunidad, principalmente ante los problemas económicos que le impedía atender los servicios para los que se había creado.

## Situación
La Comarca de Tierra de Barros se sitúa en el centro de la provincia de Badajoz entre las zonas de Vegas del Guadiana y Sierras del Sur. Se encuentra delimitada por las comarcas, al norte Tierra de Mérida - Vegas Bajas, al sur Zafra - Río Bodión, al este Campiña Sur y al oeste Llanos de Olivenza y Tierra de Badajoz.
La autovía “Ruta de la Plata”   A-66  hace de separación entre las áreas con características diferenciadas entre sí:
- Tierra de Barros Oeste, con municipios cuyo paisaje predominante son la vid y el olivar.
- Tierra de Barros Este, actualmente organizada como Mancomunidad Tierra de Barros-Río Matachel, donde la influencia de Sierra Grande, de los ríos Matachel y Palomillas y de los embalses de Alange y los Molinos dan forma a un paisaje con mayor biodiversidad.

## Demografía
La extensión de Tierra de Barros es de 1.419,40 km², representando aproximadamente el 7% de la superficie provincial. La población empadronada en Tierra de Barros es de 74.872 personas en 2008. Esta población supone un 11% de toda la población provincial. La población se concentra en los municipios de Almendralejo (44%) y Villafranca de los Barros (18%), únicos que superan los 10 000 habitantes. Entre 5.000 y 10 000 habitantes está Aceuchal. Luego existe un grupo de municipios entre 5.000 y 3.000 habitantes, Hornachos, Ribera del Fresno y Santa Marta y cinco municipios que no llegan a los 1000 habitantes: Entrín Bajo, Hinojosa del Valle, Palomas, Puebla de la Reina y Puebla del Prior.
La densidad de población de la Comarca es de 52.75 hab/km², por lo que se puede caracterizar a Tierra de Barros como una Comarca rural.

## Economía
La agricultura es la principal actividad económica de los habitantes de la zona, siendo la que sustenta la mayor parte de las actividades del sector servicios y del industrial.
Las características edafológicas y morfológicas de las tierras de la Comarca han supuesto un patrimonio para el desarrollo de las actividades agrarias, que se manifiesta en el altísimo porcentaje de tierras labradas en todos los municipios de la Comarca. Siendo la principal excepción de la Comarca, Hornachos, por la presencia de la Sierra Grande.
Los cultivos más importantes de la Comarca son el vino, el olivar de aceite y la aceituna de mesa, y el ajo de Aceuchal.
Para liderar el proceso de comarcalización es figura clave la Federación para el Desarrollo de Sierra Grande - Tierra de Barros (FEDESIBA), a la que vendrá a reforzar la, o las, Mancomunidades Integrales que se creen.
FEDESIBA es un Grupo de Desarrollo Rural (GDR), entidad sin ánimo de lucro, de carácter asociativo y con personalidad jurídica propia, creada en 2001 de la asociación ADEBO (Asociación para el Desarrollo de Barros Oeste) y ASIRIOMA (Asociación para el Desarrollo de Sierra Grande – Río Matachel). Cuenta con el Centro de Desarrollo Rural (CEDER) como órgano técnico de desarrollo y ejecución de proyectos.
Las características geográficas de la Comarca de Tierra de Barros han dado lugar a la existencia de dos grupos de municipios mancomunados. En sierra de Hornachos se está creando la Mancomunidad Integral de Sierra de Hornachos, quedando pendiente la definición de una Mancomunidad Integral para los municipios existentes al este de la Comarca.

## Comunicaciones

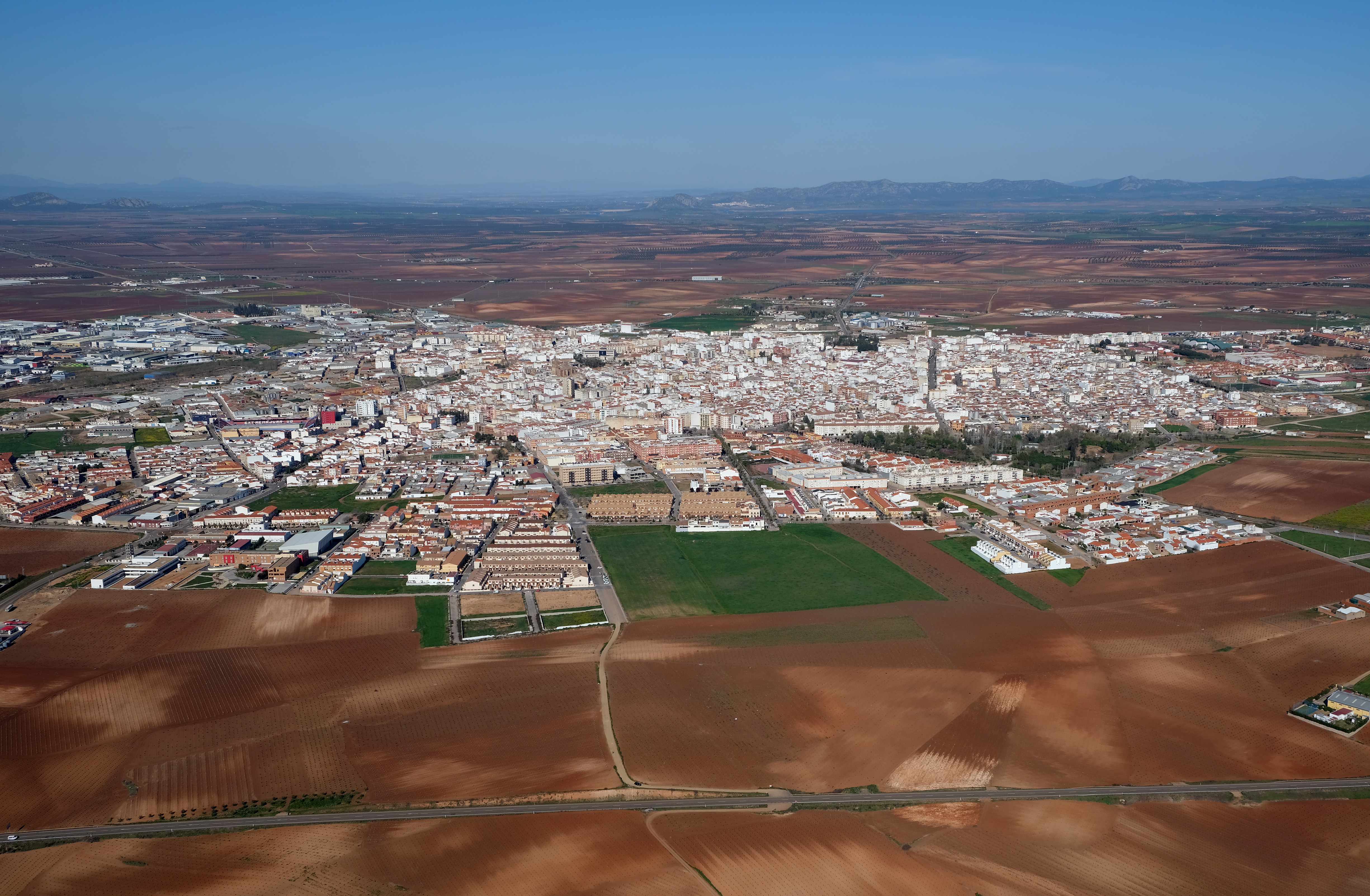
Almendralejo

Las dos principales vías de comunicación que cruzan la comarca son La Vía de la Plata que pasa, entre otros lugares, por Almendralejo y Villafranca de los Barros; y la carretera que une Badajoz con Córdoba y Granada y que pasa por Los Santos de Maimona y Zafra. Estos dos ejes en la actualidad son las carreteras   N-630 , ya convertida en la Autovía   A-66 , y   N-432 , futura Autovía   A-81 , de gran importancia económica para la zona.

## Conflictos medioambientales de la zona
En la zona de Tierra de Barros (Badajoz) existió un conflicto medioambiental importante, el cual dividía a varios actores principales. 
Por un lado estarba la empresa “Refinería Balboa”, perteneciente al grupo empresarial “Gallardo S.L.” del cual es propietario el empresario extremeño Alfonso Gallardo. Y por otro lado estuvieron los opositores al proyecto de esta empresa, que eran asociaciones principalmente ecologistas como “Ecologistas en acción” y “WWF”,. Además, hubo otros actores de importante relevancia como son el Gobierno de Portugal, el Gobierno Central de España, y gobiernos autonómicos como el de la Junta de Extremadura y el de la Junta de Andalucía.
El conflicto a día de hoy está resuelto después de más de seis años de lucha de la plataforma "Refinería NO" y de que Izquierda Unida se posicionase fuertemente contra la instalación de esta industria, hasta tal punto de que fue uno de los compromisos que exigió al Partido Popular para permitir que éste gobernase Extremadura con su abstención después de las elecciones autonómicas de 2011. Finalmente el Ministerio de Medio Ambiente denegó la Declaración de Impacto Ambiental promovida por Alfonso Gallardo, empresario que ha sido acusado en multitud de ocasiones de haber sido favorecido por el PSOE extremeño al ser tío de uno de sus más altos dirigentes.
Tal proyecto consistía en lo siguiente:
Dicha empresa, posee una Terminal de Almacenamiento petrolero en el puerto de Huelva. El proyecto presentado consistía en crear una Refinería de petróleo en la Comunidad Extremeña de Los Santo de Maimona (Badajoz). Pues bien, el grupo empresarial, además de crear una Refinería petrolera en dicha población pacense, trataba de crear un oleoducto subterráneo de algo más de 200 kilómetros de longitud, y que transportaría grandes cantidades de petróleo, que una ambos puntos, es decir, la Terminal de Almacenamiento ubicada en el Puerto de Huelva con la futura refinería. Y ahí está el problema, la gran envergadura del oleoducto, para llegar desde su origen (Refinería Balboa) hasta su destino (Puerto de Huelva) tenía que atravesar numerosas zonas protegidas como por ejemplo el parque natural de la Sierra de Aracena y Picos de Aroche, corredor de Guadiamar, el cual sufrió en el año 1998 una importante tragedia medioambiental así, como incluso llegaría a pasar por las cercanías del parque nacional de Doñana, donde habitan especies en peligro de extinción y muy protegidas como es el Lince Ibérico, entre otros.
En 2016, la Junta de Extremadura denegó la autorización para construirla.